# Ненад Јањатовић
Ненад Јањатовић (Нови Сад, 1. новембар 1978) српски је модни стилиста, новинар и издавач из области моде.

## Каријера
Једно је од најутицајнијих имена у српској модној индустрији, са скоро двадесет година искуства, и био је модни уредник часописа Ел, сајта Буро, и  један од издавача Вог адриа.Завршио је студије глуме на Академији уметности Универзитета у Новом Саду, у класи Мише Јанкетића. Сарађивао је са многим познатим именима из света моделинга Наташом Војновић, Андрејом Пејић, Данијелом Димитровском, Георгином Стојиљковић, Симоном Андрејић, као и са многим модним дизајнерима, стилистима и фотографима као што су Ашок Мурти, Биљана Типсаревић, Виктор Драго, Марко Маросиук,Дејан Дробњак, Јован Стевановић, Милан Ђачић, Ана Љубинковић, Марко Митановски и другима.
Такође је сарађивао са неким естрадним звездама попут Јелене Карлеуше, Северине и Стефана Димитријевића Леона, глумицом Секом Саблић и другима. Отворено је припадник ЛГБТ+ популације. 